# Brigantin

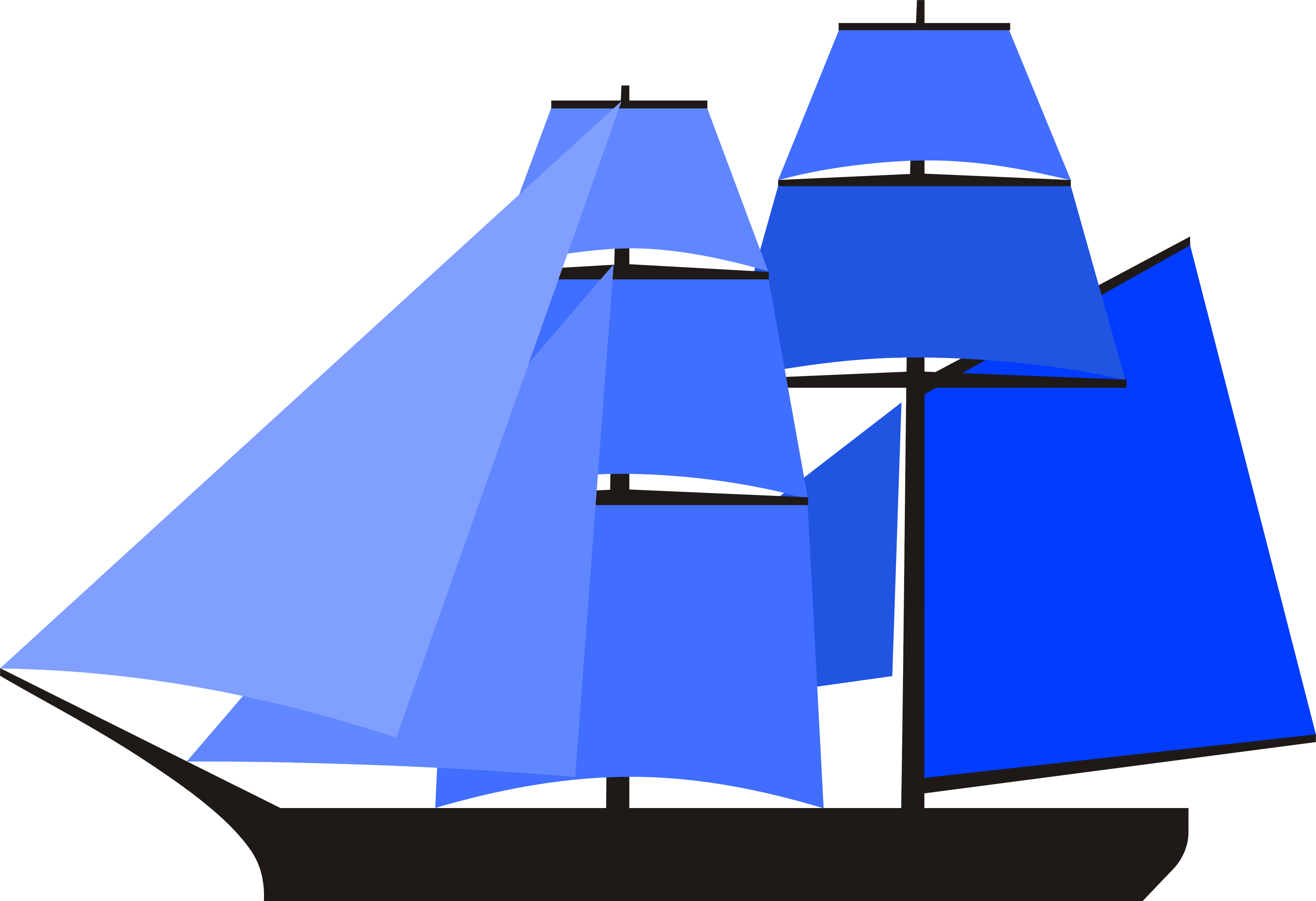
Brigantin.

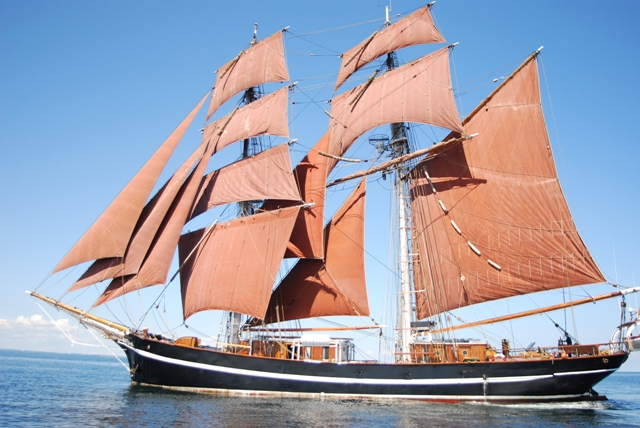
Le brigantin Eye of the Wind.

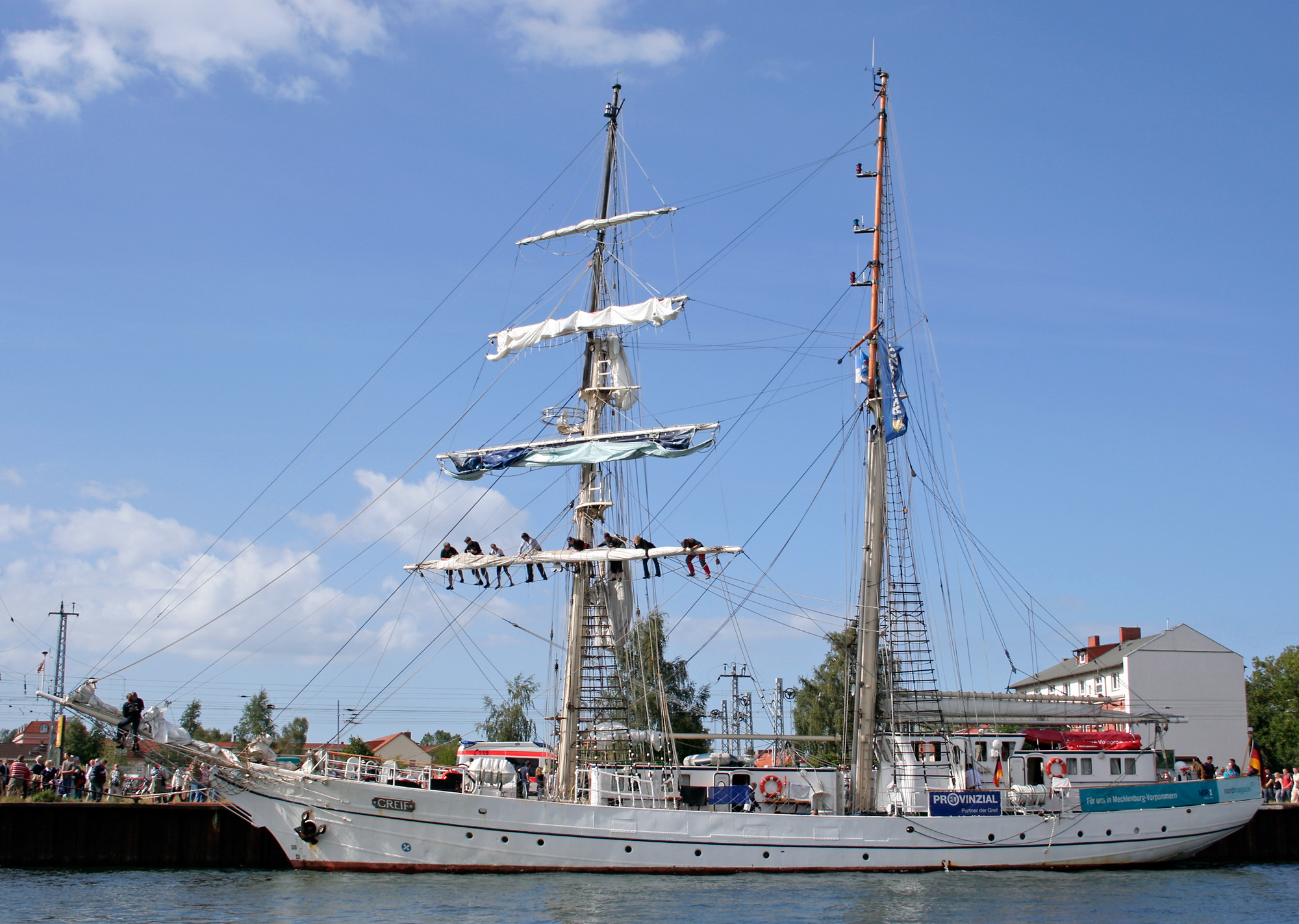
Le brigantin Grief, à la Hanse Sail 2008.

Un brigantin (« brigantine » en anglais) désigne, dans sa définition moderne européenne, un grand-voilier à deux mâts à voiles carrées, proche du brick, sans grand-voile carré sur le grand-mât et dont la plus grande voile est la brigantine.
Les vergues du grand-mât ont moins d'envergure que les vergues du mât de misaine, le brigantin se limite à deux focs et les perroquets sont toujours volants.
Apparu en mer Méditerranée au XIIIe siècle, Il s'agit d'un gréement peu courant, que le brick a supplanté entre le XVIIe et le XVIIIe siècle.

## Autres définitions
La définition de brigantin est variable suivant les régions du monde et les époques. Il peut désigner plusieurs types de navire :
- synonyme de Brick (2 mâts) mais de taille plus petit[3] ou a un seul pont[4],
- synonyme de brick-goélette sur le continent américain[5],
- un petit vaisseau de guerre méditerranéen se déplaçant à la voile et à rames[4], utilisé par les pirates à partir du Moyen Âge,
- une goélette[6] proche d'une felouque[7] à deux voiles latines simples[6],[7],
- une goélette à huniers carrés sur les deux mâts[7].

### Définition en Méditerranée auXIIIesiècle
Dans le bassin méditerranéen à partir du XIIIe siècle, un brigantin fait référence à un petit navire de guerre, plat, léger et ouvert à voiles latines et à rames. Ce navire proche d'une felouque possédait deux voiles simples : un mestre sur le grand-mât, un polacre (voile plus petite à l'avant),, et 12 rames par bord.
Ces derniers étaient régulièrement employés lors de mission de combat, de chasse, d'exploration et de reconnaissance en mer ou sur les fleuves. Sa vitesse, sa maniabilité et sa facilité de manipulation en fait un des types de navire favoris des pirates méditerranéens. Son nom est dérivé du mot italien brigantino, dérivé de brigante ("brigand").

### Définition auXVIIesiècle
Au XVIIe siècle, les brigantins évoluent, les voiles latines sont remplacées par des voiles carrées sur les deux mâts et une grande brigantine à la place de la grand-voile. Ils disposent de huniers et parfois éventuellement de perroquets pour des navires de plus en plus importants (50 à 200 tonnes). Le terme évolue pour désigner ce type particulier de gréement.
Après le sloop, le brigantin est le deuxième type de gréement le plus construit, dans les colonies britanniques en Amérique du Nord avant 1775.
Le brigantin était l'un des navires les plus rapides, de ce fait, il était donc utilisé dans la piraterie, ainsi que les missions militaires d'espionnage, de reconnaissance, de communications et d'escorte.

### AuXVIIIesiècle: acquisition de la définition moderne en Amérique et en Europe
Entre la fin du XVIIe siècle et pendant le XVIIIe siècle, le gréement va encore évoluer pour donner les bricks (la voile aurique arrière : brigantine devient plus petite, et une grand-voile peut être déployée.
Le terme brick ("brig" en anglais) est un raccourci du XVIIIe siècle du mot anglais "brigantine" (brigantin en français), autrefois confondu, il a fini par désigner au XVIIIe siècle un gréement différent qui a donné la définition au sens strict, aujourd'hui utilisée en Europe.
Sur le continent américain, la définition moderne du brigantin (sensu largo) est synonyme de brick-goélette (aussi appelé "Schooner brig" ou "brig d'hermaphrodite" en anglais). C'est-à-dire que le mât arrière (grand-mât) ne comporte aucune voile carrée.

## Comparaison des gréements à deux mâts (grand-mât à l'avant)
Il existe des variantes de gréements voisins des brigantins :
- Le brick diffère du brigantin par sa grand-voile et sa brigantine plus petite (en Europe).
- Le brick-goélette, gréé en voiles carrées sur le mât de misaine et en voiles auriques à corne sur le grand mât arrière.
- La goélette se distingue du brick par son gréement complet avec des voiles auriques ou voiles triangulaires.
- Les goélettes qui disposent de voiles carrés s'appelle les goélette à huniers.
- Le Senau ("snow " an anglais) est un deux-mâts de commerce ou de guerre, peu fréquent, très proche du brick. Il est gréé en voiles carrées avec un petit mât additionnel dit de tapecul ou « mât de Senau » à l'arrière du grand-mât (qui est dédoublé).

| Type de gréement  | Brick                     | Brigantin | Brick-goélette                                                                          | Goélette à doubles huniers                                                          | Goélette à Huniers                                | Goélette ou Goélette franche                         |
| Type de gréement  | ("brig" en anglais)       | ("Brigantine" s.s. en anglais)                                                                                  | ("hermaphrodite-Brig" ou "shooner-brig" ou "brigantine" s.l. en anglais)                | ("double-topsail schooner" ou "jackass brig" en anglais)                            | ("topsail schooner" en anglais)                   | ("schooner" en anglais)                              |
| ----------------- | ------------------------- | --- | --------------------------------------------------------------------------------------- | ----------------------------------------------------------------------------------- | ------------------------------------------------- | ---------------------------------------------------- |
| Type de gréement  | Brick ("brig" en anglais) | Brigantin ("Brigantine" s.s. en anglais) · Brigantin                                                            | Brick-goélette ("hermaphrodite-Brig" ou "shooner-brig" ou "brigantine" s.l. en anglais) | Goélette à doubles huniers ("double-topsail schooner" ou "jackass brig" en anglais) | Goélette à Hunier ("topsail schooner" en anglais) | Goélette ou Goélette franche ("schooner" en anglais) |
| Exemple de Navire |                           | Le brigantin Experiment, the Newburyport, construite à Amesbury en 1803 (painyure de Nicolay Carmillieri, 1807) |                                                                                         |                                                                                     |                                                   |                                                      |

## Exemple de navires
- L'Experiment of Newburyport, construit à Amesbury en 1803.
- L'Eye of the wind : deux-mâts allemand de 40 m, construit en 1911, transformé en brigantin.